# Via Ledra
Via Ledra (in greco Οδός Λήδρας? Odos Lidras; in turco Lokmacı Caddesi) è la più importante via commerciale del centro storico di Nicosia, Cipro. La strada pedonalizzata attraversa la parte greco-cipriota della capitale e dal 2008 permette l'ingresso alla parte turco-cipriota attraverso l'unico passaggio esistente all'interno delle mura medievali della città.

## Galleria d'immagini

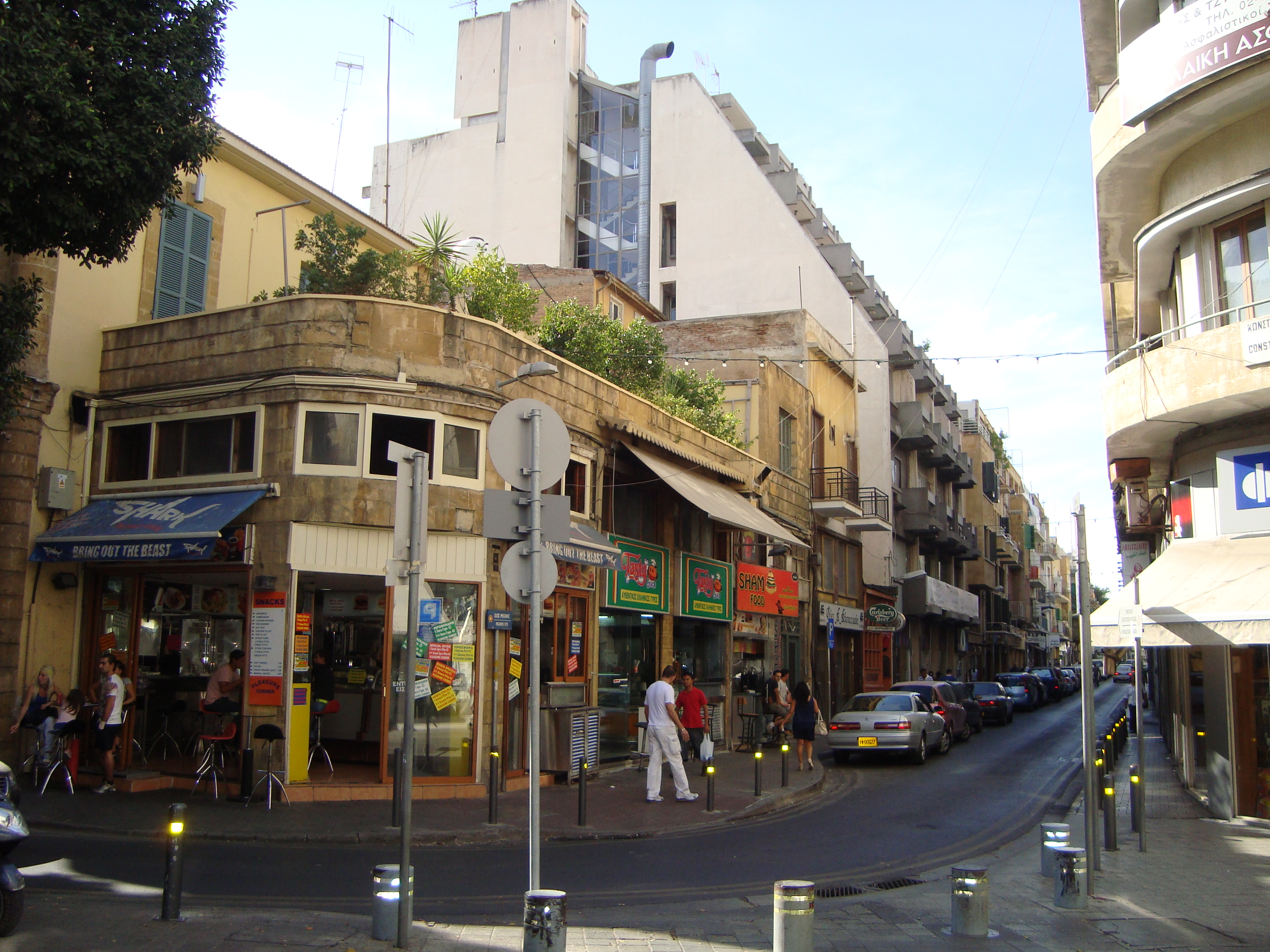
Ristoranti di gyros greco.
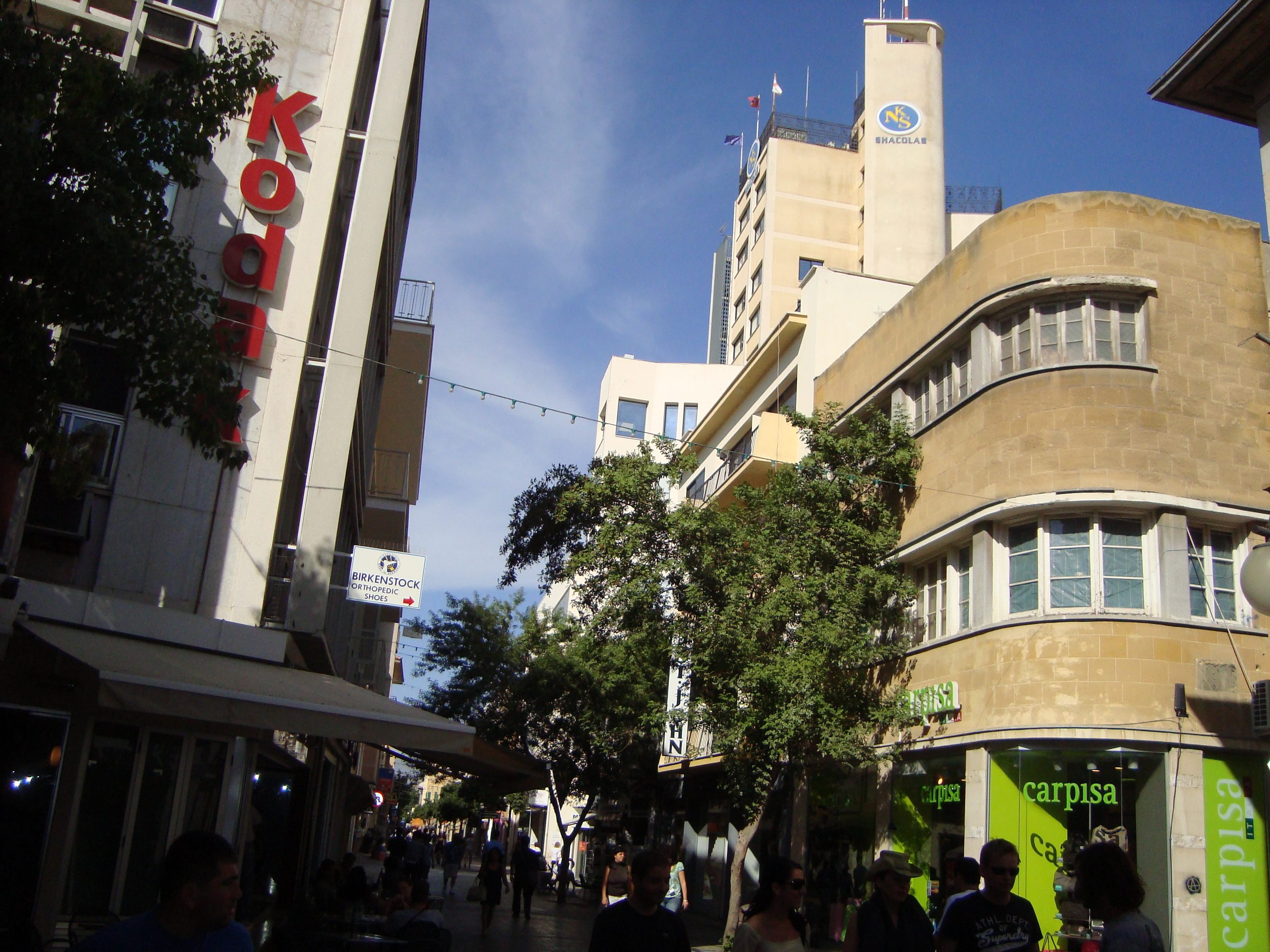
Fila di negozi in via Ledra.
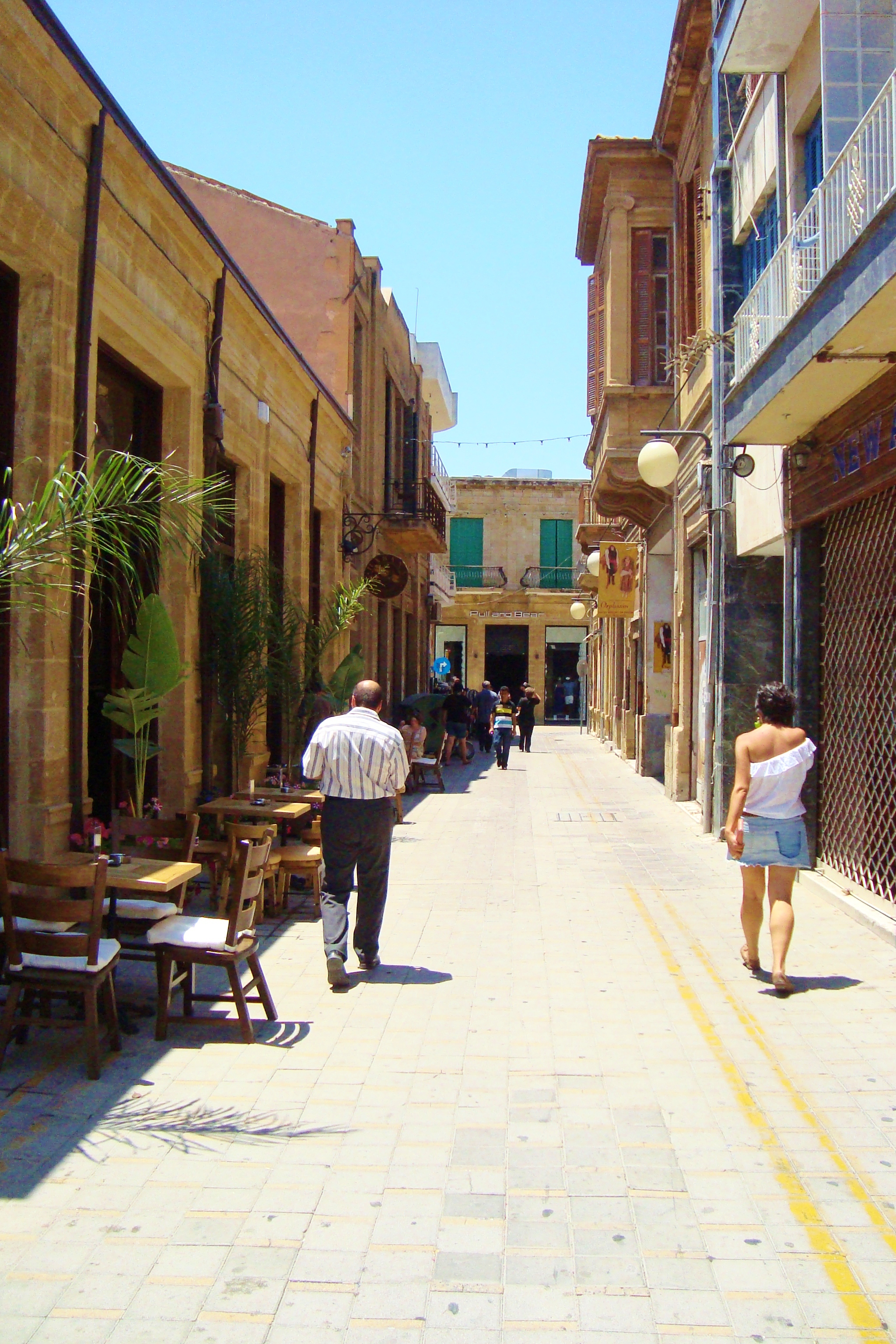
Strada più piccola collegata a via Ledra.
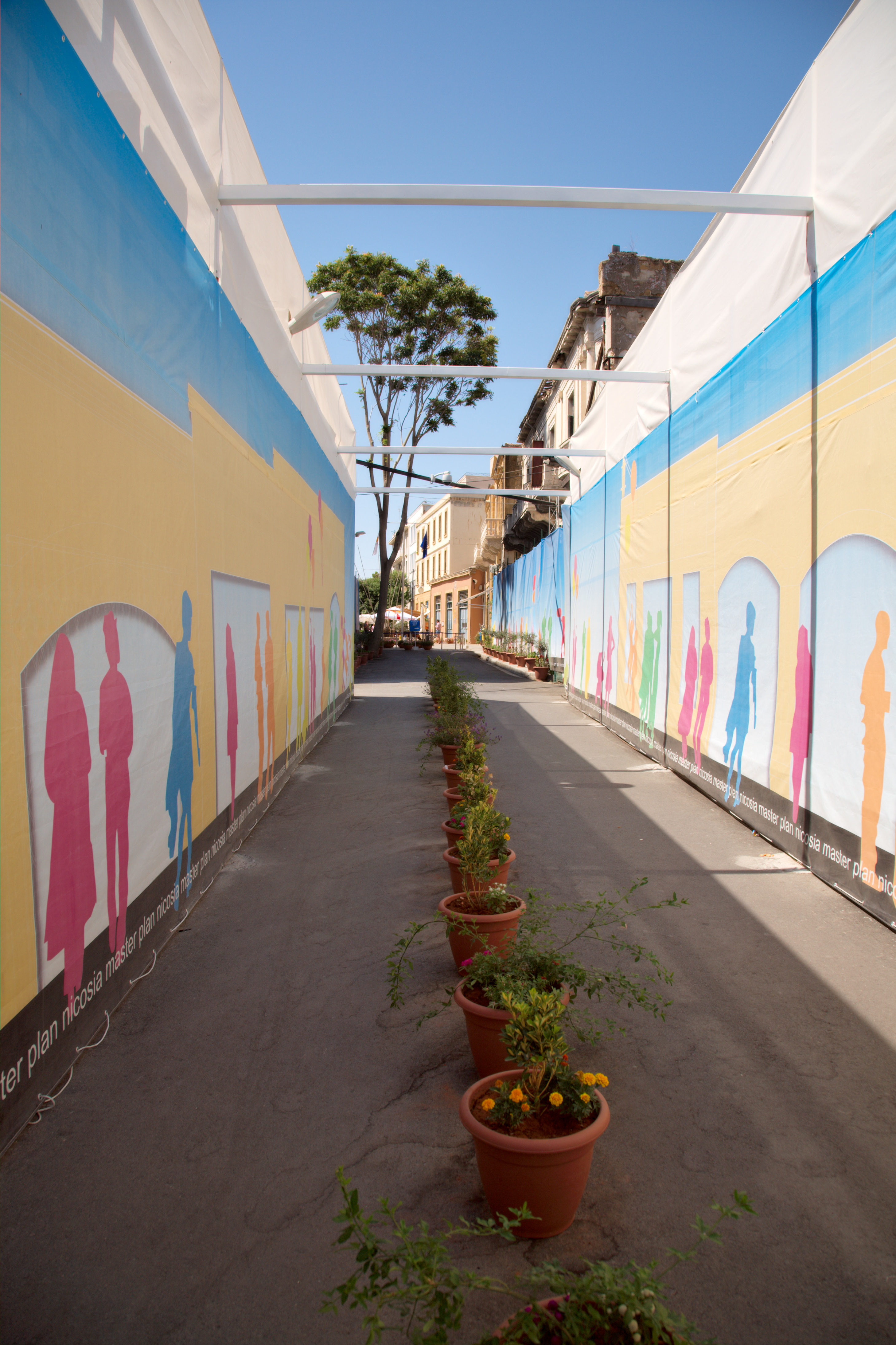
Momento rilassante nel passaggio di via Ledra.
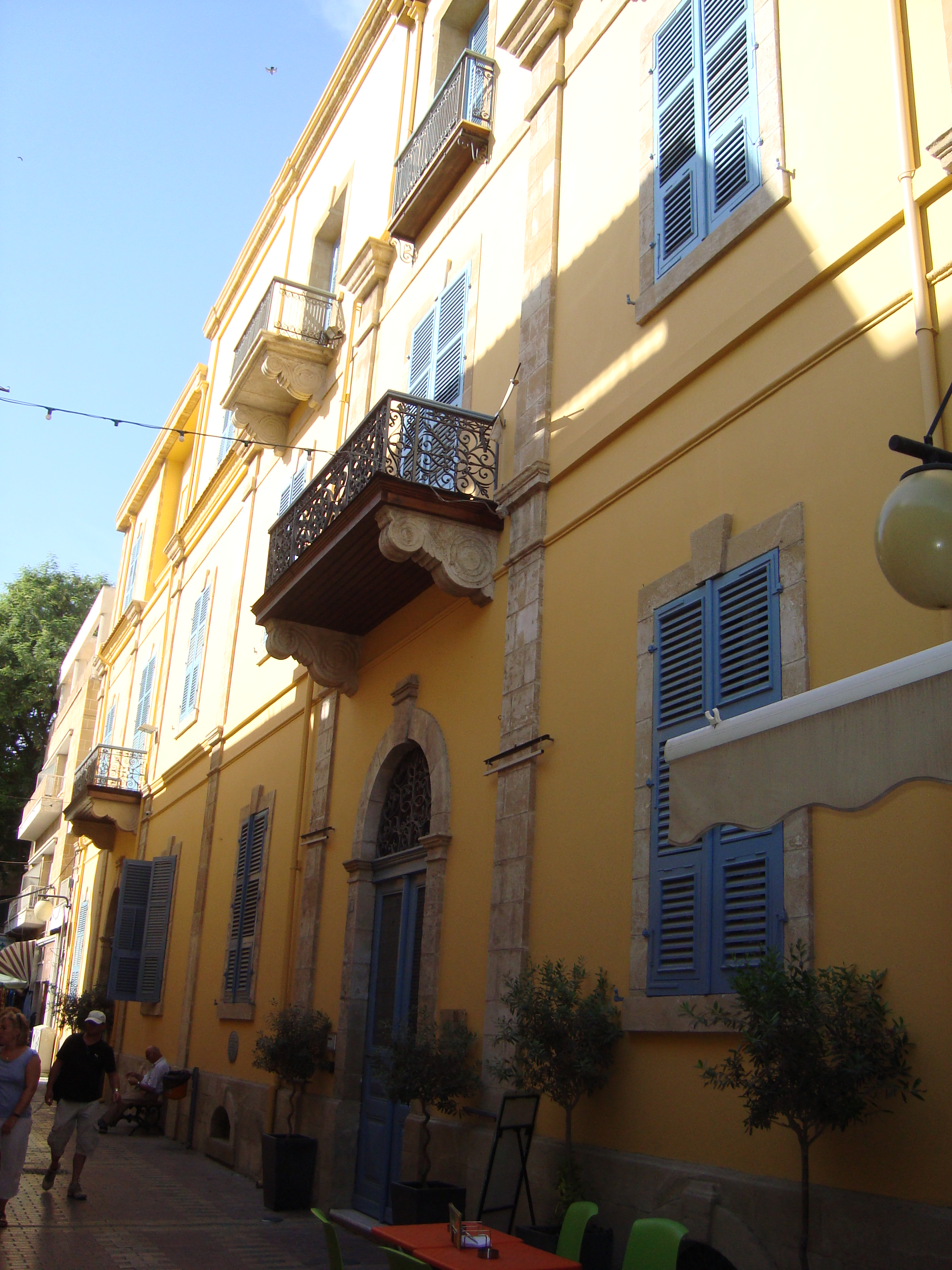
Il Museo Laventio vicino alla via Ledra.
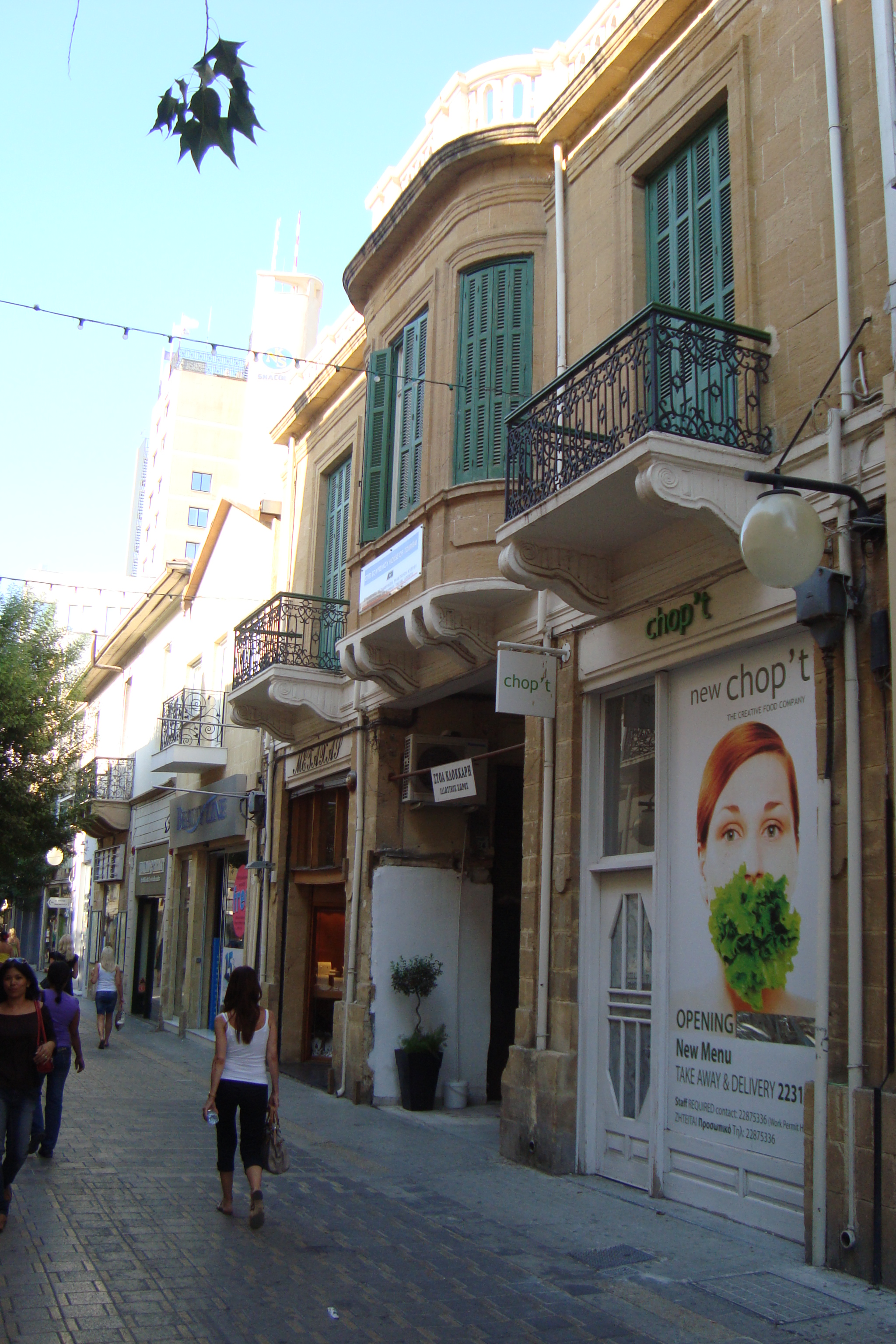